# Exèrcit d'Alliberament Marroquí
L'Exèrcit d'Alliberament (àrab marroquí: جيش التحرير, Jix Etteḥrir; amazic: Aserdas Uslelli) va ser una organització de diverses milícies feblement unides que lluitaren per la independència del Marroc contra l'ocupació franco-espanyola.
Probablement, va ser fundat en 1955 com un intent d'organitzar les diverses faccions de la resistència armada marroquina rural que es van organitzar al país a conseqüència de l'assassinat de Farhat Hached i l'exili del rei Mohamed ben Youssef. Abdelkrim El Khatib va tenir un paper important en la instigació de l'exèrcit a través de comandants com ara Abbas Messaâdi i Sellam Ameziane. S'oposaven a l'hegemonia política de l'Istiqlal i el seu objectiu era la unió del Gran Maghreb àrab amb Mohamed Boudiaf i Larbi Ben M'hidi, personalitats del F.L.N algerià

## Història

### Guerra d'Ifni
El 1956 unitats de l'Exèrcit, que havien començat a moure el seu personal del Nord del Protectorat espanyol al Marroc, van començar a infiltrar-se a l'Ifni i altres enclavaments del Marroc espanyol, així com al Sàhara Espanyol (avui Sàhara Occidental), per reclamar-los com a part del Marroc. Inicialment, van rebre un suport considerable per part del govern marroquí. Al Sàhara espanyol l'Exèrcit va engrescar les tribus sahrauís i va provocar una rebel·lió a gran escala. A principis de 1958, el rei del Marroc va reorganitzar les unitats de l'Exèrcit d'Alliberament que lluitaven al Sàhara espanyol com a  "Exèrcit d'Alliberament Saharià", també conegut com l'Exèrcit d'Alliberament del Sud, de vegades abreujat com ELA. L'ELA tenia líders de prestigi com Abderrahmane Youssoufi, Mohamed Basri i Mohamed Bensaid Aït Idder.
La revolta al Sàhara Espanyol va ser sufocada el 1958 per una ofensiva conjunta franco-espanyols, conegut com a Operació Ecouvillon o l'Operació Ecouvillon-Teide. Després de la seva retirada, els guerrillers van ser, sorprenentment, obstaculitzades per l'Exèrcit regular del Marroc, el que va permetre la seva neutralització per les forces espanyoles i franceses. Després el rei del Marroc va signar un acord amb els espanyols, on Espanya va tornar la província de Tarfaya (fins a l'acord formava part del Sàhara espanyol) al Marroc. Part de l'Exèrcit d'Alliberament va ser absorbit per les forces armades marroquines.
El Marroc considera les batalles de l'Exèrcit d'Alliberament al Sàhara Occidental, i la lluita de sahrauís sota bandera del Marroc com una prova de la lleialtat del Sàhara Occidental a la corona marroquina, mentre que els simpatitzants del Front Polisario ho veuen només com una guerra anticolonial dirigida contra els espanyols. Hi ha hagut veterans sahrauís de l'Exèrcit d'Alliberament lluitant en ambdós bàndols del conflicte del Sàhara Occidental, i tant el Regne del Marroc com la República Àrab Sahrauí Democràtica ho celebren com a part de la seva història política. Alguns pares dels membres fundadors del Polisario eren membres de l'Exèrcit d'Alliberament, com el de Mohamed Abdelaziz, president del Polisario i de la RASD, que va viure la Marroc i era membre del CORCAS.